# Emydura victoriae
Emydura victoriae là một loài rùa trong họ Chelidae. Loài này được Gray mô tả khoa học đầu tiên năm 1842.